# Hara-Kiri (Zeitschrift)

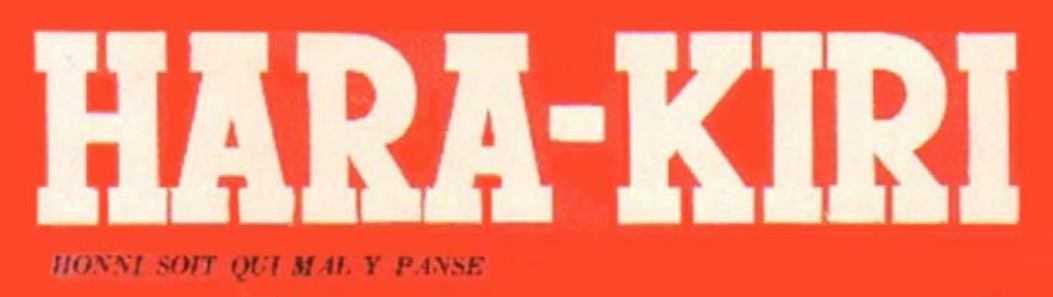
Titel-Logo von Hara-Kiri mit dem programmatischen Honni soit qui mal y panse (sic; dt. Schämen soll sich, wer dabei etwas schlechtes denkt Pansen) der ersten Nummer im September 1960

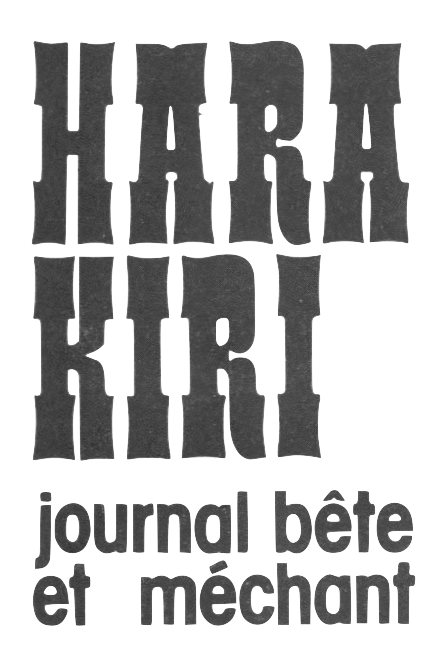
Titel-Logo von 1974

Hara-Kiri war eine französische satirische Zeitschrift, die monatlich von 1960 bis 1985 erschien. Die Gründer waren François Cavanna und Georges Bernier (genannt „professeur Choron“). Der Untertitel „Journal bête et méchant“ reflektiert die Vorwürfe der angegriffenen staatlichen und kirchlichen Stellen, dumm und boshaft zu sein.

## Die monatliche Ausgabe(mensuel)
Die Zeitschrift war bekannt durch ihre scharfe und respektlose Kritik in der Ära de Gaulle. 1961 konnten zwei und 1966 sechs Hefte wegen Verbots nicht erscheinen. Nachdem der Stil von Hara-Kiri als „von schlechtem Geschmack“ bezeichnet worden war, erweiterte die Redaktion den Untertitel temporär in „Journal bête, méchant et de mauvais goût“ (Heft 110 vom November 1970). Jean-Paul Sartre und Simone de Beauvoir intervenierten 1966, als es zu einem Verbot der Zeitschrift kam.
Die letzte Nummer im monatlichen Turnus war Heft 291 vom Dezember 1985. Danach erschienen die Hefte vier- bis siebenmal jährlich bis 1988 und schlossen mit Heft 308. Außer diesen regulären Ausgaben gab es im Lauf der Jahre zahlreiche Sonderausgaben ohne Nummer. Der Versuch, Hara-Kiri im Jahr 2000 wiederzubeleben, gedieh auf lediglich 4 Ausgaben.

## Die wöchentliche Ausgabe(hebdomadaire)
Nach dem Mai 1968 erschien 1969 zusätzlich eine wöchentliche Ausgabe mit Titel Hara-Kiri Hebdo. Ab Heft 16 lautete der Titel L’Hebdo Hara-Kiri. Das Heft 94 zum Tod von Charles de Gaulle im Jahr 1970 nahm der Innenminister Raymond Marcellin zum Anlass, die ganze Serie der wöchentlichen Ausgabe zu verbieten. Das Verbot erging nach dem Erscheinen der Titelseite BAL TRAGIQUE A COLOMBEY — 1 MORT, mit schwarzem Trauerrand versehen, in der Ausgabe des 16. November 1970, mit dem die Redaktion gleichzeitig auf den Brand einer Diskothek am 1. November 1970 (146 Tote) und den Tod von Charles de Gaulle in Colombey-les-Deux-Églises am 9. November 1970 (1 Toter) reagierte. Der Innenminister betrachtete das satirische Layout als eine Herabsetzung de Gaulles, um den sich ein eigentlicher Personenkult rankte, angesichts eines vermeintlich banalen Themas aus der Spalte Fait divers (dt. Gemischte Meldungen) – dem Tod von 146 jungen Menschen.
Daraufhin gründeten denselben Mitarbeiter den neuen Titel Charlie Hebdo. Das erste Heft startete François Cavanna mit dem Artikel Es gibt keine Zensur in Frankreich. Ende 1981 erschien mit Heft 580 die letzte Nummer, diesmal unter dem alten Titel Hara-Kiri Hebdo. 1992 wurde der Titel Charlie Hebdo wiederbelebt.